# Лила (име)
Лила је женско име које се јавља у различитим језицима и има различита тумачења. Постоји као афричко име у значењу „добро“ и као арапско у значењу „ноћ“ и у енглеском говорном подручју (пореклом са острва), као варијанта хебрејског имена Delilah (према једном тумачењу „сиромашна“, „мала“, а према другом „привлачна“, „заводљива“), енглеског Lily или арапског Layla. Такође, јавља се и у Индији и на санскриту (लीला) значи „игра“, „забава“. У Србији, ово је изведено име од имена Љиљана. 

## Популарност
Ово име је било међу првих 1.000 у САД од 1880. до 1960. када му популарност опада, али поново расте од 1998. до 2007. У Канади је 2004. године ово име било међу првих деведесет, у Британској Колумбији је исте године било на 609. месту, а у јужној Аустралији је највећу популарност имало 2005. и 2007. када је било на 170, односно 176. месту.